# 东夏
东夏（1215年－1233年）是13世纪初蒲鮮萬奴在今中國东北及俄羅斯遠東建立的一个国家。原称大真，后改称东夏，也称东真。

## 歷史
蒲鲜万奴原为金朝将领，担任辽东宣抚使讨伐反叛的契丹首领耶律留哥。他于贞祐三年（1215年）自立为天王，国号大真，年号天泰，金朝在东北的诸猛安谋克多响应。1216年降于蒙古，1217年再度自立。势力最大时，西北至上京城（今黑龙江省阿城境内白城子），西南至婆速路（今辽宁丹东境内九连城）以及部分辽东半岛区域，东南到曷懒路（今朝鲜咸镜北道吉州郡）与恤品路（今俄罗斯滨海边疆区乌苏里斯克）。
东夏前期的政治中心在咸平（今辽宁开原北），复国后移至南京（今吉林图们市磨盘村山城）。蒲鲜万奴在国内依照金朝官制设立诸官，军队则按猛安谋克组织。
1233年，窝阔台派皇子贵由率领左翼蒙古军征讨蒲鲜万奴，在南京擒之，东夏從此滅亡，不再是獨立國家，但其后蒙古仍任命万奴子孙镇守原地，为其藩属。忽必烈建立元朝后，在东夏故地建立辽阳行省。

### 政权仍存
自康熙二十五年（1686年）发现刻有“大同”年款的官印以来，对东夏国的存亡又有新说。据王国维的考证：“《高丽史》多记东真即大真与高丽交涉事，自太宗癸巳（1233）以后，至世祖至元之末（1294），凡二十见。意万奴既擒之后，蒙古仍用之，以镇抚其地，其子孙承袭如藩国然，故尚有东真之称”（《黑鞑事略笺证》）。在《高麗史》和《元史》1233年后多年的记载中仍使用“贵国”、“东夏万奴国”的称谓。
1234年2月，“蒙古留百余骑于东真，余皆引还”（《高丽史》）。1235年设开元、南京二万户府，后者总管可能即东夏国王兼任。东夏的旧属继续维持管理着该地区的政务，而使用的年号就是“大同”，于当地出土了多颗不同年份的大同年号官印，足以证明。作为藩国的东夏，自此对蒙古一直归顺服从，并协助蒙军镇压高丽的反叛。1235年蒙古三伐高丽，东夏军即作为前导，攻下了龙津镇、镇溟城等地（《高丽史》）。1236年蒙军再入高丽，曾派援兵百余骑，侵入高丽东北境，自耀德、静边趋永兴仓（《高丽史》）。到了蒙哥统治时期，蒙古再度大规模用兵高丽，东夏又成为蒙军进兵的通路。据《高丽史》记载，自1249年至1259年，每年都有东夏的兵马入境侵扰。1257年，入登州的一次多至三千余骑，1258年还出舟师围攻高城县的松岛。直至蒙古出面干预，才停止。元世祖即位后，开始逐步加强对东夏的控制。至元三年（1266年）二月，曾设立过东京、开元、恤品、合懒、婆速等路宣抚司。至元二十年（1283年）五月，又增设海西辽东提刑按察司。
恤品、合懒两路是东夏的领地，海西当谓包括东夏在内，可见已一律与国内地区统治管辖。至1287年后，似不再有“东真”、“东夏”之名，想东夏藩国当撤于前。

## 君主列表
| 肖像 | 廟號 | 謚號 | 尊號 | 名諱     | 在世時間   | 年號 | 在位時間       | 陵寢 |
| ---- | ---- | ---- | ---- | -------- | ---------- | ---- | -------------- | ---- |
|      | －   | －   | －   | 蒲鮮萬奴 | ？－1233年 | 天泰 | 1215年－1233年 | －   |
| 大同 | －   | －   | －   | 蒲鮮萬奴 | ？－1233年 |      | 1215年－1233年 | －   |

### 引用
1. ↑  . www.kaogu.cn.   [2020-05-15]. （原始内容存档于2020-09-08）.